# 全部 (Beyond精選專輯)
《全部》是滾石替beyond發行的精選集。

## 曲目
1. 打不死
2. 教壞細路
3. 請將手放開
4. 別怪我
5. 聲音
6. 麻醉
7. 喜歡一個人
8. 預備
9. 驚喜
10. 門外看
11. 時日無多(Last Day)
12. 海闊天空
13. 想你
14. 霧
15. 犧牲
16. 回家
17. 夜長夢多
18. 不見不散
19. 長城
20. 活著便精彩
21. 缺口
22. 遙遠的PARADISE